# Rumex fischeri
Rumex fischeri är en slideväxtart som beskrevs av Reichenb.. Rumex fischeri ingår i släktet skräppor, och familjen slideväxter. Inga underarter finns listade i Catalogue of Life.